# 新竹縣新豐鄉松林國民小學
新竹县新丰乡松林国民小学，简称松林國小，位于新竹縣新豐鄉松林村松林街33鄰99號。為有總量管制的學校
| 位置     | 中華民國 台灣省(虛級化)新竹縣新豐鄉松林村松林街33鄰99號            |
| 目前狀況 | 營運中(每一屆有總量管制)                                           |
| 年級數   | 1~6年級                                                            |
| 外觀     | 有一座紅磚塔，所有校舍皆由紅磚風格包辦                             |
| 人數     | 總人數:!1613人 教師數:74人 學生數:1539人 (不是最新資料)來源:教育部 |
| 學生屆數 | 20屆                                                               |

## 歷史
原址為紅磚窯廠，可追溯到清光緒年間，迄今約115年，是全校師生的寶貴資產，校址早期是磚廠，目前已設立松林磚業館

## 校史沿革
- 2001年7月,核定籌設松林國小
- 2002年3月,吳聲祥校長接任設校籌備召集人
- 2002年7月,建校計畫書核定，同年10月，第一期工程进行建築師評選，其中張文賢建築師事務所中标
- 2003年3月,第二期校舍工程開標，大眾營造公司得標，同年六月第一期工程开工
- 2003年8月1日,正式成立設校，随着次年7月第一期的竣工，国小于2005年8月正式开始招生，第一批有29个班。
- 2006年8月,第二期工程開工，并在同月竣工。

## 資料出處
- 新竹縣新豐鄉松林國民小學 （页面存档备份，存于）